# Клейнот, Елизавета Витальевна
Елизавета Витальевна Клейнот (род. 1979, Москва) — кинорежиссёр, креативный продюсер, сценарист, видеоблогер.

## Биография
Елизавета Клейнот родилась в семье джазмена Виталия Клейнота в Москве в 1979 году. После окончания школы в 1997 году уехала жить в Израиль, служила в армии.
Участвовала в проекте Вячеслава Полунина «Корабль дураков».
В 2003 окончила Израильскую академию кино и телевидения по специальности «режиссёр».
В 2005—2006 годах режиссировала сериал Студенты а затем работала над созданием c 9 по 15 сезонов (более 200 серий) сериала Солдаты.
В 2008 году снялась в эпизодической роли в фильме Плюс один.
В 2010 году училась в ВКСР (мастерская В. И. Хотиненко, П. К. Финна, В. А. Фенченко). Снимала сериалы, документальное и короткометражное кино.
В 2011 году короткометражный фильм «Чернобыль» принял участие в биеннале в Венеции.
В 2012 году за фильм «Революционер» удостоена приза фестиваля «Киношок». В 2012 году приз конкурса «Границы шока» за образ революции без иллюзий на XXI ОФ кино стран СНГ, Латвии, Литвы и Эстонии «Киношок» в Анапе.
В 2015 сняла свой первый музыкальный полнометражный детский фильм «Федька» Композитор фильма Илья Шаповалов и Mashs Era.  Главные роли исполнили Ольга Волкова, Равшана Куркова, Мария Шалаева и Михаилом Пореченковым. 2 февраля 2017 года премьерный показ фильма прошёл с успехом в Израиле в Российском культурном центре в Тель-Авиве. Фильм широко представлен на платформах цирофровой дистрибруции
В 2016 за фильм «Весна, приходи!» удостоена специального упоминания жюри фестиваль «КОРОЧЕ»
В 2020 году, в качестве режиссёра создала короткометражный фильм «Режим Бога» в онлайн формате, в фильме приняли участия актёры группы «Честный Кастинг», сценарист Антон Фридлянд, продюсер — Рейчел Якубович, композитор — Даниэль Синайский
В 2022 году документальный фильм-интервью: Борис Владимирович Венгеровский  "История звукорежиссера СССР" был создан Елизаветой Клейнот, а Дарья Андреевна выступила в роли продюсера.

## Семья
Отец: Клейнот, Виталий Ефимович — советский и российский саксофонист (тенор-саксофонист) и джазмен, аранжировщик, музыкальный продюсер.

## Фильмография
| Год  | Фильм           | Дополнительная информация |
| ---- | --------------- | ------------------------- |
| 2006 | Студенты        | режиссёр постановщик      |
| 2010 | Солдаты         | режиссёр постановщик      |
| 2011 | Революционер    | режиссёр                  |
| 2013 | Горюнов         | режиссёр                  |
| 2015 | Федька          | режиссёр постановщик      |
| 2016 | Весна, приходи! | режиссёр постановщик      |